# Ivins (Utah)
Ivins is een plaats (town) in de Amerikaanse staat Utah, en valt bestuurlijk gezien onder Washington County.

## Demografie
Bij de volkstelling in 2000 werd het aantal inwoners vastgesteld op 4450.
In 2006 is het aantal inwoners door het United States Census Bureau geschat op 7205, een stijging van 2755 (61.9%).

## Geografie
Volgens het United States Census Bureau beslaat de plaats een oppervlakte van
26,6 km², waarvan 26,4 km² land en 0,2 km² water.

## Plaatsen in de nabije omgeving
De onderstaande figuur toont nabijgelegen plaatsen in een straal van 32 km rond Ivins.